# Taraxacum antungense
Taraxacum antungense là một loài thực vật có hoa trong họ Cúc. Loài này được Kitag. miêu tả khoa học đầu tiên năm 1948.